# Amblyseius crotalariae
Amblyseius crotalariae är en spindeldjursart som beskrevs av Gupta 1977. Amblyseius crotalariae ingår i släktet Amblyseius och familjen Phytoseiidae. Inga underarter finns listade i Catalogue of Life.